# Deutscher Fernsehpreis/Beste Comedy-Serie
Mit dem Deutschen Fernsehpreis in der Kategorie Beste Comedy-Serie werden seit seiner Einführung 2018 Fernsehserien des Genres Komödie geehrt. Bereits von 2003 bis 2007 wurden Sitcoms in der Kategorie Beste Sitcom ausgezeichnet.

## Geschichte
Fernsehserien des Genres Komödie wurden von 1999 bis 2002 mit dem Deutschen Fernsehpreis zunächst in der Kategorie Beste Serie geehrt. In dieser Kategorie wurden Fernsehserien, gleichgültig welcher Genre sie angehörten, ausgezeichnet. Aufgrund der starken Beliebtheit von Sitcoms in den 2000er-Jahren wurde erstmals 2003 die Fernsehserien des Genres Sitcom (auch Comedyserien) aus der Kategorie Beste Serie in die neu eingeführte Kategorie Beste Sitcom ausgegliedert. Bis 2007 wurde der Preis in der Kategorie Beste Sitcom verliehen. Von 2008 bis 2017 wurden Comedyserien erneut in der gemeinschaftlichen Kategorie für Fernsehserien Beste Serie geehrt. Aufgrund der großen Beliebtheit an deutschen Fernsehserien weltweit sowie der hohen qualitativen Entwicklung von Serienproduktionen in Deutschland wurde die Fernsehserien-Kategorie Beste Serie 2018 in Beste Drama-Serie und Beste Comedy-Serie aufgeteilt. Im Zuge dessen werden Comedyserien seit 2018 in dieser Kategorie geehrt. Seit 2020 können sich auch Comedyserien von ausschließlich Streaming-Plattformen deutschen Ursprungs oder mit maßgeblicher kreativer und wirtschaftlicher Mitwirkung deutscher Auftraggeber für die Kategorie qualifizieren. Zuvor waren nur Comedyserien aus dem klassischen, linearen Fernsehen erlaubt, ferner wenn auch eine Streaming-Plattform ebenfalls beteiligt war.
Der Preisträger wird in einer geheimen Abstimmung durch eine unabhängige Jury aus drei (2020: fünf) Nominierten ermittelt. Der erste Preisträger in der Kategorie ist RTLs Magda macht das schon!, der bei der Verleihung 2018 geehrt wurde. Der bisher letzte (2023) Preisträger ist Netflix’ King of Stonks.

## Statistik
In der folgenden Liste werden Rekorden der häufigsten Nominierten und Preisträger in der Kategorie Beste Comedy-Serie behandelt. Die Preisträger und Nominierten in den anderen Fernsehserien-Kategorien werden hier nicht mitgezählt.
| Statistik                          | Serie            | Anzahl | Jahr        |
| ---------------------------------- | ---------------- | ------ | ----------- |
| Häufigste Nominierungen (* = Sieg) | jerks.           | 2      | 2018, 2019* |
| Häufigste Nominierungen (* = Sieg) | Doppelhaushälfte | 2      | 2022, 2023  |
| Häufigste Nominierung ohne Sieg    | Doppelhaushälfte | 2      | 2022, 2023  |

## Preisträger und Nominierte
Die folgenden Tabellen, geordnet nach Jahren, listen alle Preisträger und Nominierte des Deutschen Fernsehpreises in der Kategorie Beste Comedy-Serie auf.
| Jahr | Preisträger                     | Sender             | Nominierung                                                                                              |
| ---- | ------------------------------- | ------------------ | --- |
| 2018 | Magda macht das schon!          | RTL                | Blaumacher (ZDFneo) jerks. (maxdome/ProSieben)                                                           |
| 2019 | jerks.                          | Maxdome, ProSieben | Der Tatortreiniger (NDR) Arthurs Gesetz (TNT Comedy)                                                     |
| 2020 | How to Sell Drugs Online (Fast) | Netflix            | Frau Jordan stellt gleich (Joyn/ProSieben) Hindafing (BR/arte) Think Big! (Sat.1) Warten auf’n Bus (rbb) |
| 2021 | Das letzte Wort                 | Netflix            | KBV – Keine besonderen Vorkommnisse (TVNOW) Lu von Loser (ZDF)                                           |
| 2022 | Oh Hell                         | MagentaTV          | Deadlines (ZDFneo) Doppelhaushälfte (ZDFneo)                                                             |
| 2023 | King of Stonks                  | Netflix            | Die Discounter 2 (Prime Video) Doppelhaushälfte (ZDF)                                                    |
| 2024 | Die Discounter 3                | Prime Video        | Legend of Wacken (RTL+) Neue Geschichten vom Pumuckl (RTL+)                                              |